# Sibillijnse boeken
De Sibillijnse boeken (Latijn: Sibyllini Libri) waren een verzameling van profetische uitspraken, in Griekse hexameters, gekocht van een sibille door de half-legendarische laatste koning van Rome, Tarquinius Superbus en geraadpleegd bij ernstige crises tijdens de Republiek en het Keizerrijk. De Sibillijnse boeken moeten niet verward worden met de Sibillijnse orakelen, twaalf boeken van geveinsde profetieën, geschreven na de feiten of Vaticinia ex eventu (vergelijk met toevoegingen aan het boek Daniël); zij zijn echter wel een schat van culturele informatie. 

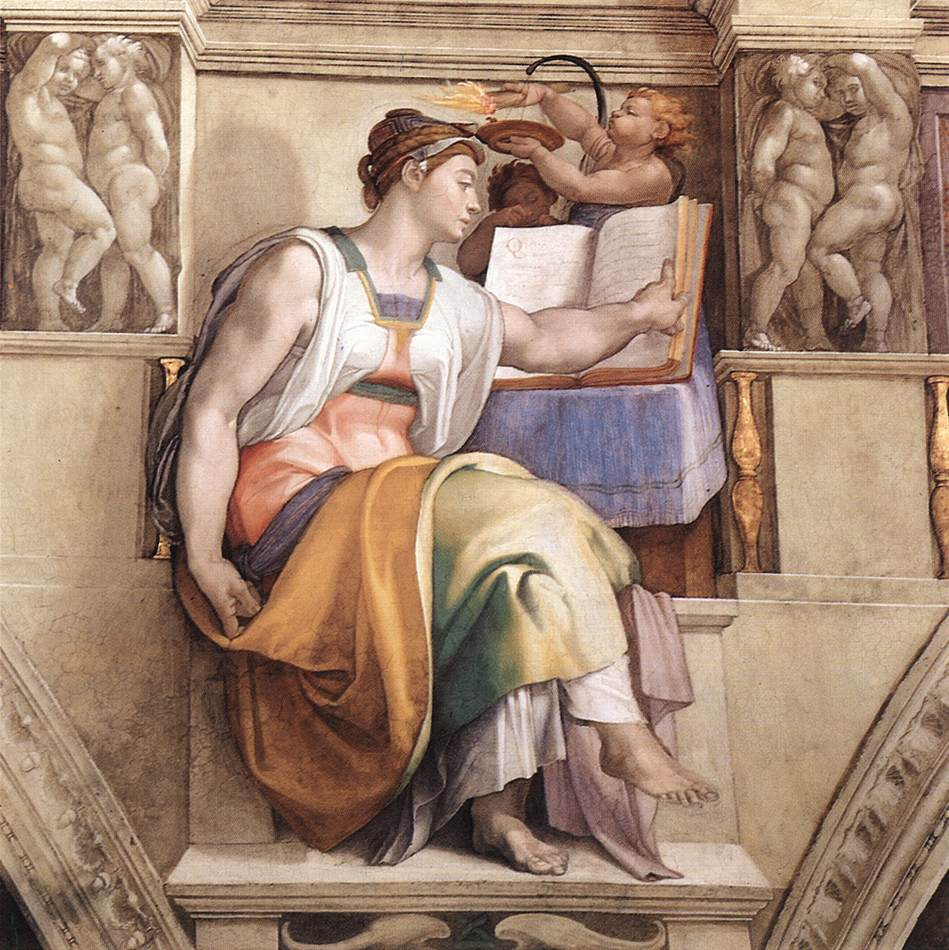
Michelangelo's voorstelling van de Erythraeïsche Sibille.

De oudste verzameling van Sibillijnse orakels schijnt gemaakt te zijn rond de tijd van Solon en Cyrus te Gergis op de Idaberg in Troas; het werd aan het Hellespontische Sibille toegeschreven en werd in de tempel van Apollon in Gergis bewaard. Van Gergis ging de verzameling over naar Erythrae, waar het bekend werd als de orakels van de Erythraeïsche Sibille. Het schijnt deze hele verzameling geweest te zijn, die zijn weg naar Cumae (zie de Sibille van Cumae) vond en van Cumae naar Rome.
De anonieme redacteur (vermoedelijk 6de eeuw) van de zogenaamde Sibillijnse orakelen, een veelsoortige verzameling van Joodse en christelijke voortekens van toekomstige rampen, illustreert de verwarringen over sibillen die onder Christenen de ronde deed in de late oudheid:

Deze van het Sibille van Cumae, nochtans, werden verborgen en niet aan velen bekendgemaakt, omdat zij meer bepaalde en duidelijke dingen verkondigde die zouden gebeuren in Italië, terwijl de anderen aan iedereen bekend werden gemaakt. Maar die die door de Erythraeïsche Sibille geschreven werden, voegde zowel haar eigen ware naam in haar lied als voorspelde dat zij met de naam van de Erythraeïsche de geschiedenis in zou gaan, hoewel zij in Babylon geboren was; terwijl de andere boeken zonder inscriptie zijn om aan te geven wie de auteur van elkeen is, maar zijn zonder onderscheid (in auteurschap). — (trad. Terry, 1899)

Het verhaal van het verkrijgen van de Sibillijnse boeken door de half-legendarisch laatste koning van Rome, Tarquinius Superbus, is een van de bekende mythische verhalen uit de Romeinse geschiedenis. Te Cumae, liet Virgilius Aeneas de Sibille van Cumae raadplegen voordat hij afdaalde naar de onderwereld (Aeneis 10.). De Sibille van Cumae bood Tarquinius de negen boeken met deze voorspellingen aan; en toen de koning weigerde hen te kopen omwille van de overdreven prijs die zij eiste, verbrandde zij er drie en bood de overblijvende zes aan Tarquinius aan voor dezelfde vaste prijs, die hij opnieuw weigerde waarna zij er nog drie meer verbrandde en haar aanbod herhaalde. Tarquinius gaf dan toe en kocht de laatste drie aan voor de volledige oorspronkelijk bedongen prijs en liet hen bewaren in een gewelf onder de Capitolijnse tempel van Jupiter. Op dit verhaal wordt gezinspeeld in Varro's verloren gegane boeken die geciteerd worden in Lactantius' Institutiones Divinae (I 6.) en door Origenes.
De Sibillijnse boeken werden aan de zorg van twee patriciërs toevertrouwd; na 367 v.Chr. werden dit tien beheerders (zie Decemviri sacris faciundis); vervolgens (vermoedelijk in de tijd van Sulla) werd hun aantal tot vijftien opgevoerd. Zij waren gewoonlijk ex-consul of ex-praetors. Zij werden aangesteld voor het leven en waren vrijgesteld van alle andere openbare plichten. Zij waren verantwoordelijk voor de veiligheid en de geheimhouding van de boeken. Ze raadpleegden de Sibillijnse boeken, op bevel van de Senaat, niet zozeer om juiste voorspellingen van duidelijke toekomstige gebeurtenissen te vinden, maar om de godsdienstige inachtnemingen die noodzakelijk zijn om buitengewone ellende af te weren en om voorspellende wonderen (zoals kometen, aardbevingen, plagen) uit te boeten. Het waren enkel de riten van boetedoening voorgeschreven door de Sibillijnse boeken, volgens de interpretatie van het orakel dat naar het publiek werd overgebracht, en niet de orakels zelf. Een scepticus zal de gelegenheden voor misbruik in deze schikking zien.
De Decemviri sacris faciundis hadden ook het bijzondere toezicht over de erediensten van Apollo, van de "Grote Moedergodin" Cybele of Magna Mater en van Ceres, die door de Sibillijnse boeken ingevoerd waren. Een belangrijk resultaat van de Sibillijnse boeken was dus hun invloed op het toepassen van Griekse cultusgebruiken en het overzetten van Griekse goden naar de Romeinse godsdienst. Daar de Sibillijnse boeken in Anatolië, in de buurt van Troje, verzameld waren, herkenden zij de godinnen en goden en de riten die daar werden uitgevoerd en hielpen hen in de Romeinse staatsgodsdienst opgenomen te worden, een syncretisch amalgaam van nationale goden met de overeenkomstige goden van Griekenland en een algemene wijziging van de Romeinse godsdienst. 
Aangezien zij in een hexametervers en in het Grieks geschreven waren, werd het college van curators altijd bijgestaan door twee Griekse interpretatoren. De boeken werden bijgehouden in de Tempel van Jupiter Optimus Maximus op het Capitool en toen de tempel in 83 v.Chr. afbrandde, gingen zij verloren. Met de nuchtere Romeinse kijk op godsdienst stuurde de Senaat eenvoudigweg in 76 v.Chr. gezanten uit om hen te vervangen door een verzameling van gelijkaardige profetische gezegdes, in het bijzonder verzamelde men die van Ilium, Erythrae en Samos, Sicilië en Afrika. Deze nieuwe Sibillijnse verzameling werd in de herstelde tempel, samen met gelijkaardige gezegdes van inheemse oorsprong, van b.v. die van de Sibille van Tibur (de Tiburtijnse Sibille), van de gebroeders Marcius en anderen. Van het Capitool werden zij in 12 v.Chr. door de Pontifex maximus Gaius Iulius Caesar Augustus overgebracht naar de tempel van Apollo Patrous op de Palatijn, nadat zij onderzocht en gekopieerd waren; daar bleven zij tot 405. Zij worden gezegd te zijn verbrand door Flavius Stilicho (stierf in 408), die hoewel een Ariaan, het christelijke enthousiasme deelde voor het vernietigen van de lastige heidense literatuur.
Sommige echte Sibillijnse verzen zijn bewaard in het Boek van Wonderen of Memorabilia van Phlegon van Tralles (2de eeuw n. Chr.). Deze vertegenwoordigen een orakel of een combinatie van twee orakels, van zeventig hexameters in totaal. Zij berichten over de geboorte van een androgyn en schrijven een lange lijst van rituelen en offers aan de goden voor.